# Thomas Weisbecker
Thomas Weisbecker (* 24. Februar 1949 in Freiburg im Breisgau; † 2. März 1972 in Augsburg) war ein deutsches Mitglied der linksextremistischen terroristischen Vereinigung Bewegung 2. Juni. Er wurde bei einem Festnahmeversuch erschossen.

## Leben

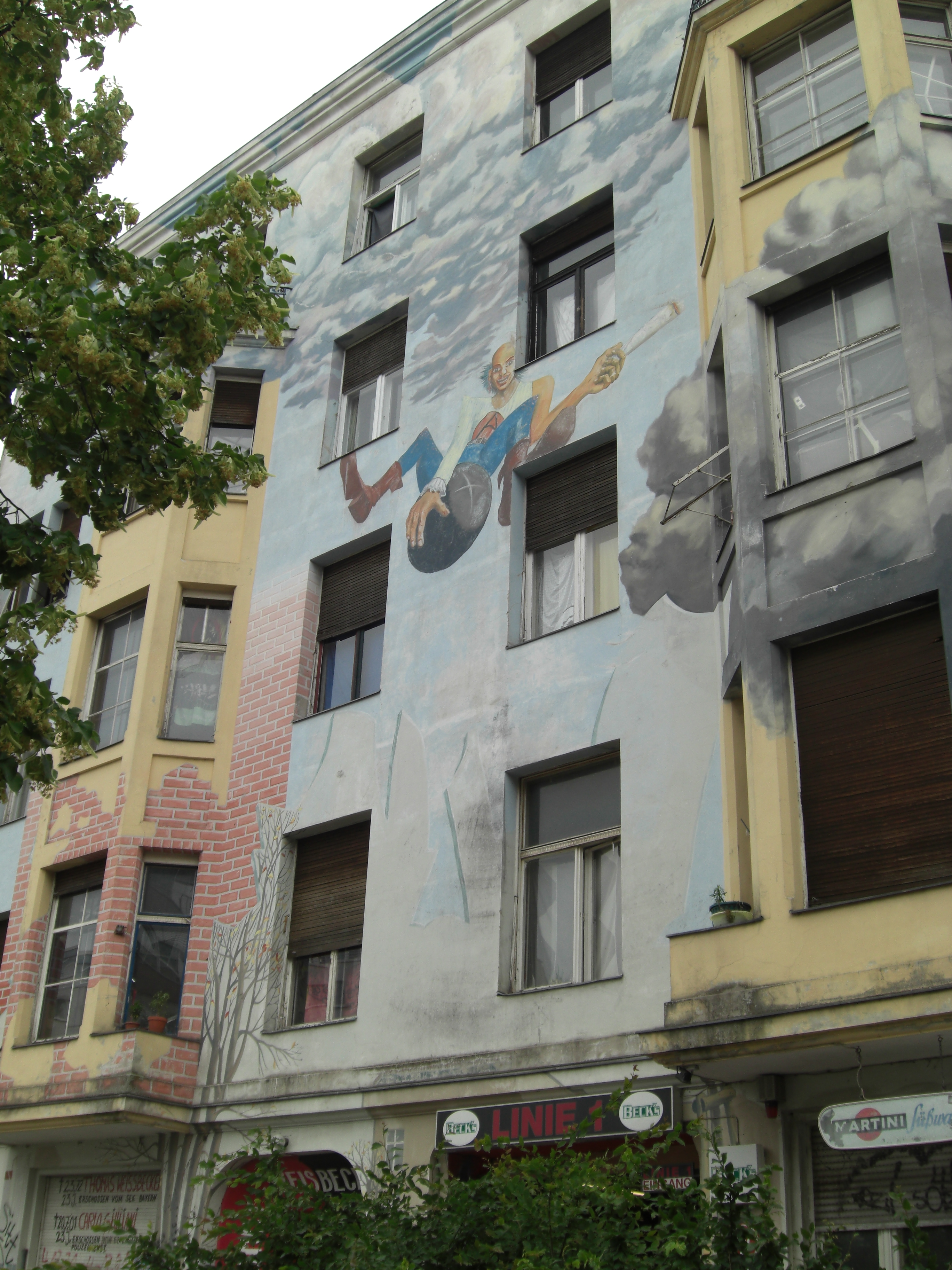
Tommy-Weisbecker-Haus in Berlin-Kreuzberg

Weisbecker war der Sohn des Kieler Professors Ludwig Weisbecker. Nach dem Verweis von der Kieler Gelehrtenschule machte er sein Abitur am 30. Juni 1968 in Karlsruhe, wo er das Bismarck-Gymnasium besuchte und zunächst bei Verwandten in Friedrichstal und später im antiautoritären Jugendheim Roter Turm wohnte. Am Bismarck-Gymnasium hängte er Che-Guevara-Plakate auf und agitierte gegen die Notstandsgesetze. Nach einer Kündigungsdrohung gegen den Roten Turm zog Weisbecker nach Friedrichstal zurück. Anschließend zog er nach West-Berlin und kam dort mit der Kommune I und mit den Tupamaros West-Berlin in Kontakt. Aus letzteren ging im März 1972 die Bewegung 2. Juni hervor.
Die Tupamaros West-Berlin, auch als Schwarze Ratten u. a. firmierend, waren für mehrere Sprengstoff- und Brandanschläge Ende 1969, Anfang 1970 verantwortlich, unter anderem auf die Wohnung des Landgerichtsdirektors Hansen, auf Oberstaatsanwalt Severin, das KaDeWe, den Leiter des Zentralgefängnisses in Berlin-Tegel und die Wohnung des Präsidenten des Strafvollzuges Schmiedecke. Im Februar 1970 verprügelte Thomas Weisbecker zusammen mit seinem ehemaligen Schulkameraden Georg von Rauch sowie mit Michael Baumann, Hans-Peter Knoll und Anne-Kathrin Bruns den Quick-Reporter Horst Rieck als Rache für einen im Januar unter dem Titel Ganz Deutschland muß brennen in der Quick erschienenen Fotobericht über die Bombenanschläge in Berlin. Ob Rieck wirklich der Autor des Artikels war, ist ungeklärt.
Am 8. Juli 1971 mussten sich Thomas Weisbecker, Georg von Rauch und Michael Baumann für diesen Überfall vor dem Kriminalgericht Moabit verantworten. Die Verhandlung wurde wegen weiterer Beweisanträge auf den 16. Juli 1971 vertagt und das Gericht entsprach dem Antrag auf Haftverschonung für Baumann und Weisbecker. Lediglich von Rauch musste aufgrund eines Brandanschlages auf das Kammergericht und eines Opiumverfahrens zurück in die Untersuchungshaft. Da Weisbecker und von Rauch eine gewisse Ähnlichkeit besaßen, tauschten die beiden im Gerichtssaal die Rollen. Als der Richter Baumann und Weisbecker aufrief, den Gerichtssaal zu verlassen, ging von Rauch anstelle von Weisbecker. Später gab Weisbecker seine Identität preis, wurde laufengelassen und einen Tag später wegen Beihilfe zur Gefangenenbefreiung wieder verhaftet. Es gelang ihm jedoch nach seiner Freilassung erneut unterzutauchen, obwohl er nunmehr nach Rücknahme der Haftverschonung mit zwei Haftbefehlen gesucht wurde.
Schließlich kam ihm die Polizei in Augsburg auf die Spur, wo sie ihn vier Wochen lang in der Georgenstraße 14 (Lage) observierte. Am 2. März 1972 verließ Weisbecker zusammen mit Carmen Roll das Haus. Sie fuhren mit einem gestohlenen Wagen in die Augsburger Innenstadt und gingen dann gemeinsam in das Hotel „Thalia“. Als sie nach wenigen Minuten zum Wagen zurückkehrten, griff die Polizei zu. Vor dem Stadtwerkehaus Hoher Weg 1 (Lage) wurde Weisbecker durch einen Schuss ins Herz tödlich verletzt. Nach Angaben der Polizisten hatten sie in Notwehr gehandelt, da Weisbecker versucht habe, seine Waffe zu ziehen.
Weisbeckers Mutter erstattete Strafanzeige wegen des Verdachts der vorsätzlichen Tötung; das Ermittlungsverfahren durch die Staatsanwaltschaft Augsburg wurde am 28. August desselben Jahres eingestellt.
Bei einer Serie von Terroranschlägen der RAF 1972 verübte eine nach Weisbecker benannte Gruppe Bombenanschläge auf die Polizeidirektion in Augsburg und auf das Bayerische Landeskriminalamt in München.
Am 2. März 1973 wurde ein selbstverwaltetes Jugendfreizeit-, Jugendhilfe- und Trebegängerhaus nach ihm benannt, das Tommy-Weisbecker-Haus in Berlin-Kreuzberg.